# Giovanni Gastel
Giovanni Gastel (Milà, 27 de desembre de 1955 - 13 de març de 2021), va ser un fotògraf italià.

## Biografia
Fill de Giuseppe Gastel i Ida Visconti di Modrone, nebot de Luchino Visconti, Giovanni Gastel va néixer a Milà el 27 de desembre de 1955 i es va consolidar com a fotògraf de moda. Va començar a fer fotografia a principis dels anys 70.
El 1981 va començar a treballar a moltes revistes de moda, incloses: Vogue Italia, Elle i Vanity Fair, col·laborant també amb marques com Dior, Trusardi, Krizia, Tod's o Versace.
Durant aquests anys de compromís professional, va començar a desenvolupar el seu estil personal, caracteritzat per una ironia poètica. La seva passió per la història de l'art el va portar a introduir a les seves fotografies el gust per la composició equilibrada. Les seves referències són el Pop Art i l'obra fotogràfica d' Irving Penn. Des dels anys 2000, es va dedicar al retrat.
Giovanni Gastel va morir a Milà el 13 de març de 2021 a causa del COVID-19, als 65 anys.